# Nekrolog 1975
Nekrolog
◄◄
| ◄
| 1971
| 1972
| 1973
| 1974
| 1975 | 1976 | 1977 | 1978 | 1979 | ► | ►►
1. Quartal |
2. Quartal |
3. Quartal |
4. Quartal 
Weitere Ereignisse | Allgemeiner Nekrolog 1975
Die Beschreibung der verstorbenen Person sollte so kurz wie möglich gehalten sein und nur deren signifikante Tätigkeit(en) enthalten.
Neue Namen ggf. auch unter dem Geburts- und Sterbedatum, also etwa unter 1. Januar und im Geburts- und Sterbejahr (2024) eintragen (nur bei entsprechender großer Wichtigkeit). Für Beispiele siehe die schon vorhandenen Artikel.
Außerdem über die fünf zuletzt Verstorbenen, zu denen es einen ausreichend guten Artikel für eine Präsentation auf der Hauptseite gibt, nach der todesbedingten Überarbeitung der Artikel ggf. auch unter Wikipedia Diskussion:Hauptseite informieren und sie am besten auch in den anderen Wikipedia-Sprachversionen eintragen. Tipp: Regelmäßig bei news.google.de nach „ist tot“, „gestorben“ oder „verstorben“ suchen.
Wenn eine Person gestorben ist, gibt es viele Seiten zu dieser Person in der Wikipedia, die davon auch betroffen sind und entsprechend aktualisiert werden müssen. Beispiele: Namenübersichtsseite, Geburtsjahr, Geburtsort-Seiten und viele mehr.
Wie finde ich die betroffenen Seiten?
Im Suchfeld auf der linken Seite gibt man den Suchbegriff so ein: „Vorname Nachname“. Dann klickt man auf Volltext und alle Seiten mit entsprechendem Suchtext werden aufgerufen. Hier sieht man dann schnell, wo auch das Todesjahr Sinn macht oder sogar ein Teil des Artikels angepasst werden muss. Auch hilft das „Werkzeug“ auf der linken Seite sehr gut, um solche Seiten aufzufinden: „Links auf diese Seite“. Somit ist die Wikipedia wieder aktuell in allen Bereichen! Hinweis: bei Eintragung der Kategorie „Gestorben JAHR“ wird der Missbrauchsfilter 49 ausgelöst, was jedoch nicht schlimm ist. Siehe: Spezial:Missbrauchsfilter/49
Dies ist eine Liste von im Jahr 1975 verstorbenen bekannten Persönlichkeiten. Die Einträge erfolgen innerhalb der einzelnen Daten alphabetisch sortiert. Tiere sind im Nekrolog für Tiere zu finden.
Die Liste ist nach Quartalen aufgeteilt:
- Nekrolog 1. Quartal 1975: Januar, Februar und März
- Nekrolog 2. Quartal 1975: April, Mai und Juni
- Nekrolog 3. Quartal 1975: Juli, August und September
- Nekrolog 4. Quartal 1975: Oktober, November und Dezember

## Datum unbekannt
| Bas Jan Ader                     | niederländischer Video- und Konzeptkünstler                                                                 |  |
| Ernst Anliker                    | Schweizer Politiker (SP)                                                                                    |  |
| Phyllida Ashley                  | US-amerikanische Pianistin                                                                                  |  |
| Etienne Baele                    | belgischer General                                                                                          |  |
| Norman Balk                      | deutscher Schriftsteller und Skandinavist                                                                   |  |
| Housni al-Barazi                 | osmanischer und syrischer Politiker                                                                         |  |
| Kurt Behling                     | deutscher Rechtsanwalt                                                                                      |  |
| Rudolf Bertram                   | deutscher Mediziner                                                                                         |  |
| Attilio Bescapè                  | italienischer Gewichtheber                                                                                  |  |
| Bea Booze                        | US-amerikanische R&B- und Jazzsängerin und -gitarristin                                                     |  |
| Wilhelm Borchert                 | deutscher Kirchenfunktionär und Landwirt                                                                    |  |
| Harold Brainsby                  | neuseeländischer Dreispringer                                                                               |  |
| Rudolf Brandt                    | deutscher Diplom-Optiker und wissenschaftlicher Mitarbeiter der Sternwarte Sonneberg                        |  |
| Henri Braquenié                  | französischer Geheimdienstmitarbeiter                                                                       |  |
| Callista Brenzing                | deutsche Zisterzienserin und Lehrerin                                                                       |  |
| Rudolf Budde                     | deutscher Pädagoge, Schuldirektor in Bremen                                                                 |  |
| Enrique Buero                    | uruguayischer Diplomat und Rinderzüchter                                                                    |  |
| Bùi Tường Phong                  | vietnamesischer Computergrafiker                                                                            |  |
| Jaap Callenbach                  | niederländischer Pianist und Musikpädagoge                                                                  |  |
| Roberto Cantalupo                | italienischer Diplomat und Politiker                                                                        |  |
| Héctor Caraccioli Moncada        | honduranischer Präsident                                                                                    |  |
| Joseph Cattaneo                  | italienisch-französischer Unternehmer und Autorennfahrer                                                    |  |
| Edward Hubert Chater             | britischer Botaniker und Pflanzensammler                                                                    |  |
| Stephen Dade                     | britischer Kameramann                                                                                       |  |
| Rahimuddin Dagar                 | indischer Sänger                                                                                            |  |
| Marianne Denzel                  | deutsche Goldschmiedin und Designerin                                                                       |  |
| Alfred Dilger                    | deutscher evangelischer Geistlicher                                                                         |  |
| Anatoli Dneprow                  | russischer Science-Fiction-Autor und Physiker ukrainischer Abstammung                                       |  |
| Edward Doherty                   | US-amerikanischer Drehbuchautor und Priester                                                                |  |
| Christopher Campbell Eberts      | kanadischer Diplomat                                                                                        |  |
| Joseph Evers                     | deutscher Landarzt in Westfalen                                                                             |  |
| Manuel Fal Conde                 | spanischer Anführer der Bewegung des Carlismus                                                              |  |
| Erna Fenkohl-Herzer              | deutsche Malerin und Holzschneiderin                                                                        |  |
| Max Fischer                      | deutscher Chemiker und Kunstsammler                                                                         |  |
| Hayrullah Fişek                  | türkischer Militär und Politiker                                                                            |  |
| Llorenç Garcías i Font           | spanischer Botaniker und Apotheker                                                                          |  |
| Luigi Giacosi                    | italienischer Filmschaffender                                                                               |  |
| August Glucker                   | deutscher Gymnastik- und Sportpädagoge                                                                      |  |
| Max Gluckman                     | südafrikanischer Ethnosoziologe                                                                             |  |
| Tommy Godwin                     | britischer Radsportler                                                                                      |  |
| Louis Goffin                     | belgischer Diplomat                                                                                         |  |
| Peter Goullart                   | russischer Autor zu Südwestchina                                                                            |  |
| Wilhelm Grau                     | deutscher Ministerialbeamter                                                                                |  |
| Albert Hadda                     | deutscher Architekt                                                                                         |  |
| Alfred Haesner                   | Ingenieur und Entwicklungsleiter von Volkswagen und Ford                                                    |  |
| Gottlieb Haza                    | deutscher Unternehmer                                                                                       |  |
| Eugen Heilig                     | deutscher Fotograf                                                                                          |  |
| Max Hertwig                      | deutscher Grafikdesigner                                                                                    |  |
| Walter Andreas Hofer             | deutscher Kunsthändler                                                                                      |  |
| Paul Hoffmann                    | deutscher Pädagoge und Politiker (DDP, CDU, SED)                                                            |  |
| Louise Holborn                   | deutsch-US-amerikanische Politikwissenschaftlerin                                                           |  |
| Hou Yuon                         | kambodschanischer Politiker                                                                                 |  |
| Jiří Jaeger                      | Forschungsreisender, Autor und Fotograf                                                                     |  |
| Frank Jellinek                   | US-amerikanischer Journalist und Schriftsteller                                                             |  |
| Arthur Kenneth Jones             | englischer Badmintonspieler                                                                                 |  |
| Heinrich Kaak                    | deutscher Tierarzt                                                                                          |  |
| Anton Kalt                       | deutscher Widerstandskämpfer, KPD-Mitglied und Ortsbürgermeister von Aplerbeck                              |  |
| Bob Karp                         | US-amerikanischer Comictexter                                                                               |  |
| Kartenlegerin von Suhl           | deutsche Kartenlegerin, Opfer der DDR-Diktatur                                                              |  |
| Karl Kaufmann                    | deutscher Vizeadmiral der Kriegsmarine                                                                      |  |
| Irene Kitchings                  | US-amerikanische Musikerin                                                                                  |  |
| Heiner Knaub                     | deutscher Maler                                                                                             |  |
| Hilda Kocher-Klein               | deutsche Pianistin und Komponistin                                                                          |  |
| Georg Köhl                       | deutscher Politiker (CSU)                                                                                   |  |
| Erich Konrad                     | deutscher Chemiker                                                                                          |  |
| Abel Kristiansen                 | grönländischer Katechet, Dichter, Journalist und Landesrat                                                  |  |
| Kristján Bender                  | isländischer Schriftsteller                                                                                 |  |
| Rudolf Külüs                     | deutscher Theaterintendant                                                                                  |  |
| André Lafosse                    | französischer Posaunist, Komponist und Musikpädagoge                                                        |  |
| Adriano Lanza                    | italienischer Moderner Fünfkämpfer                                                                          |  |
| Theo Lechner                     | deutscher Architekt                                                                                         |  |
| Max Lehner                       | bayerischer Politiker                                                                                       |  |
| Roger Lescot                     | französischer Orientalist                                                                                   |  |
| Grete Letterhaus                 | deutsche Zeitzeugin des Nationalsozialismus                                                                 |  |
| Alfred Leu                       | deutscher Psychiater                                                                                        |  |
| Walter Lindner                   | deutscher Politiker (DNVP, CDU) und Landtagsabgeordneter in Sachsen                                         |  |
| Konrad Loerke                    | deutscher Marineoffizier                                                                                    |  |
| Ma Bufang                        | chinesischer Warlord                                                                                        |  |
| Günther Maaß                     | deutscher Jurist und Richter am Bundesgerichtshof                                                           |  |
| Georg Maier                      | deutscher Sportfunktionär                                                                                   |  |
| Philip Mairet                    | englischer Soziologe, Zeichner, Autor, Übersetzer und Journalist                                            |  |
| Josef Makosch                    | deutscher SS-Führer                                                                                         |  |
| Riccardo Malipiero               | italienischer Cellist und Musikpädagoge                                                                     |  |
| Hermenegildo Martins             | osttimoresischer Politiker                                                                                  |  |
| André Masset                     | französischer Fußballspieler                                                                                |  |
| Alberto Massimino                | italienischer Konstrukteur                                                                                  |  |
| Franz Mayer                      | mexikanischer Geschäftsmann und Kunstsammler                                                                |  |
| Caridad Mercader                 | spanische GPU-Agentin                                                                                       |  |
| Joseph Misrahi                   | ägyptischer Fechter                                                                                         |  |
| Wladimir Wladimirowitsch Morosow | russischer Mathematiker                                                                                     |  |
| César Mousinho                   | portugiesischer Administrator, Offizier und osttimoresischer Politiker                                      |  |
| Bruno Müller                     | deutscher Ruderer, Olympiasieger 1928                                                                       |  |
| Anna Müller-Herrmann             | deutsche Gymnastiklehrerin und Gründerin von Gymnastikschulen                                               |  |
| Héctor Murena                    | argentinischer Schriftsteller                                                                               |  |
| Bogdan Nestorović                | serbischer Architekt und Hochschullehrer                                                                    |  |
| Stanisław Niedzielski            | polnischer Pianist und Komponist                                                                            |  |
| Ngawang Lodrö Dragpa             | Gelehrter der Jonang-Schulrichtung des tibetischen Buddhismus; Verfasser einer Geschichte des Jonang-Ordens |  |
| Ross Nichols                     | britischer Cambridgeabsolvent und verlegender Poet, Künstler und Historiker                                 |  |
| Ludwig Piffl                     | österreichischer Lehrer und Quartärforscher                                                                 |  |
| Carl Hanns Pollog                | deutsch-Schweizer Verkehrsgeograph, Buchautor und Übersetzer                                                |  |
| Herbert Pönicke                  | deutscher Historiker                                                                                        |  |
| Gianni Pons                      | italienischer Schauspieler und Filmregisseur                                                                |  |
| Josef Prager                     | österreichischer Fußballspieler                                                                             |  |
| Abraham Puls                     | niederländischer Unternehmer                                                                                |  |
| Goparaju Ramachandra Rao         | indischer Vertreter des Atheismus                                                                           |  |
| James Rankin                     | britischer Pilot                                                                                            |  |
| Neva Raphaello                   | britische Jazz- und Bluessängerin                                                                           |  |
| Duke Reid                        | jamaikanischer Ska-Musiker und Schallplattenproduzent                                                       |  |
| Stanley Eric Reinhart            | US-amerikanischer General                                                                                   |  |
| Ferdinand Revermann              | deutscher Architekt                                                                                         |  |
| Juan Pedro Ribas                 | uruguayischer Politiker                                                                                     |  |
| Mauricio Claudio Rosal           | guatemaltekischer Diplomat                                                                                  |  |
| Lewis Solon Rosenstiel           | US-amerikanischer Spirituosenunternehmer                                                                    |  |
| Lothar Scheche                   | deutscher Jurist und Ministerialbeamter                                                                     |  |
| Heinz Schmalix                   | deutscher Feldhockeyspieler                                                                                 |  |
| Erik Schott                      | deutscher Architekt                                                                                         |  |
| Hermann Senftleben               | deutscher Physiker                                                                                          |  |
| Frank M. Setzler                 | US-amerikanischer Anthropologe                                                                              |  |
| Bruno Skibbe                     | deutscher Schriftsetzer, Typograf und Grafiker                                                              |  |
| Aimée Sommerfelt                 | norwegische Schriftstellerin                                                                                |  |
| Somsanith Vongkotrattana         | laotischer Politiker; Premierminister von Laos (1960)                                                       |  |
| Richard Spöcker                  | deutscher Kartograph, Höhlenforscher                                                                        |  |
| Jakob Stotz                      | deutscher Handwerker, KPD-Mitglied und Anführer des Mössinger Generalstreiks                                |  |
| Karl Strack                      | deutscher katholischer Pastor                                                                               |  |
| Georg Strauss                    | deutscher Verbandsfunktionär, Schriftsteller und Verleger                                                   |  |
| Polly Tieck                      | deutsche Journalistin                                                                                       |  |
| Mir Valiuddin                    | indischer islamischer Philosoph und Hochschullehrer                                                         |  |
| Jacques Van Reyschoot            | belgischer Eishockeyspieler                                                                                 |  |
| Raoul de Verneuil                | peruanischer Komponist und Dirigent                                                                         |  |
| Hans Vonmetz                     | österreichischer Bildhauer und Maler                                                                        |  |
| Max Walter                       | deutscher Turner                                                                                            |  |
| Robert Wedderburn                | britischer Statistiker                                                                                      |  |
| Cili Wethekam                    | deutsche Kinder- und Jugendbuchautorin                                                                      |  |
| Josef Wöhnhart                   | österreichischer Architekt                                                                                  |  |
| Smokey Wood                      | US-amerikanischer Western Swing-Musiker                                                                     |  |
| Edith Rose Woodford-Grimes       | britische Wicca                                                                                             |  |
| Siegfried Michael Zehendner      | deutscher Lehrer und Komponist                                                                              |  |
| Carl Zigrosser                   | US-amerikanischer Kunsthistoriker und Kurator                                                               |  |